# 小行星7677
小行星7677（英語：7677 Sawa）是一颗围绕太阳公转的小行星。1995年12月27日，小林隆男在大泉町发现了此天体。
这颗小行星的绝对星等为221.4915538803056等。